# Ernst Wiechert

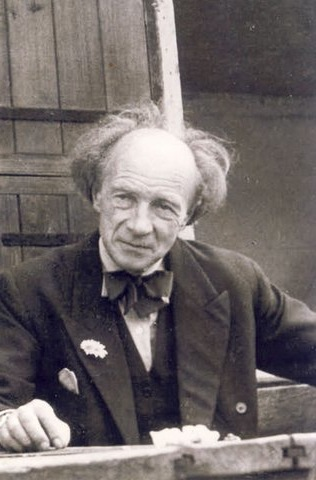
Ernst Wiechert um 1949

Ernst Wiechert (* 18. Mai 1887 in Kleinort, Kreis Sensburg, Masuren; † 24. August 1950 in Uerikon im Kanton Zürich, Schweiz) war ein deutscher Lehrer und Schriftsteller. Von Anfang der 1930er bis weit in die 1950er Jahre hinein war er einer der meistgelesenen deutschen Autoren. Er zählt zu den Schriftstellern der Inneren Emigration im Nationalsozialismus.

## Leben

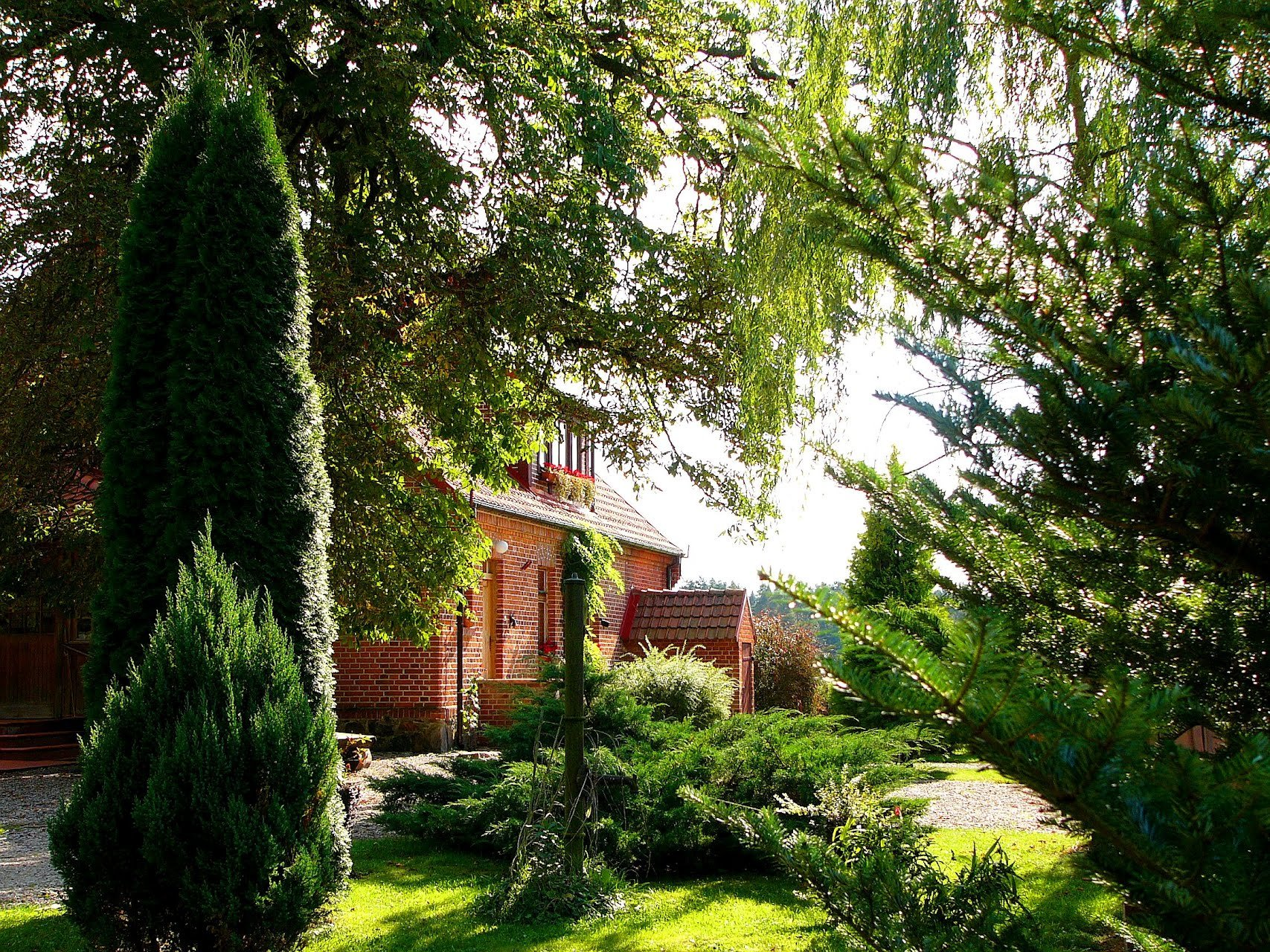
Forsthaus Kleinort

Ernst Wiechert war einer von drei Söhnen des Försters Emil Martin Wiechert und der Henriette Wiechert geb. Andreae. Er wuchs im Forsthaus Kleinort (heute Piersławek) in der Johannisburger Heide in den masurischen Wäldern Ostpreußens auf. Nach dem Studium an der Albertus-Universität Königsberg wirkte er ab 1911 als Studienrat am Königlichen Hufengymnasium in Königsberg. Bereits während des Ersten Weltkriegs begann er mit dem Schreiben von Romanen und Erzählungen.
1912 heiratete Wiechert Meta Mittelstädt (1890–1929). 1914 meldete er sich als freiwilliger Kriegsteilnehmer, wurde jedoch wenig später wegen einer Nierenerkrankung entlassen. 1915 kam er schließlich an die Front und wurde im selben Jahr mit dem EK II ausgezeichnet. Später erhielt er auch das EK I. 1916 wurde er zum Offizier ausgebildet und später zweimal durch Granatsplitter verwundet. Während des Krieges wurde 1917 Wiecherts einziges Kind Ernst-Edgar geboren. Es wurde nur einen Tag alt.
Wiechert verlor sowohl seine Mutter (im Jahr 1912) als auch seine Frau Meta (im Jahr 1929) durch Suizid. 1930 übersiedelte er von Königsberg nach Berlin, wo er als Studienrat am Kaiserin-Augusta-Gymnasium tätig war. Seine zweite Frau wurde 1932 Paula Marie „Lilje“ Junker geb. Schlenther (1889–1972).
Im April 1933 gab er den Lehrerberuf auf, zog ins oberbayerische Ambach und arbeitete als freier Schriftsteller. Seine ersten belletristischen Buchpublikationen kamen im Regensburger Verlag Habbel & Naumann heraus. Von 1936 bis 1948 lebten die Wiecherts im neu erbauten Hof Gagert in Wolfratshausen.
Schon seit 1934 stand Wiechert insgeheim unter Gestapoaufsicht. Während eines Aufenthaltes in der Schweiz im Oktober 1937 wurde ihm von Hermann Hesse und Max Picard nahegelegt, nicht nach Deutschland zurückzukehren. Seine Lesungen wurden durch bestellte Störer behindert. Auf Einladung einzelner örtlicher Buchhändler konnte Wiechert im November 1937 letztmals in Stuttgart, Bonn, Essen und Köln aus seinen Werken lesen. Eine Vortragsreise in die Schweiz wurde ihm untersagt. 1938 erhielt er ein Ausreiseverbot.
Nach einer Stellungnahme für den inhaftierten Pastor Martin Niemöller, einen führenden Vertreter der Bekennenden Kirche, und der Weigerung, an der „Volksabstimmung über die Wiedervereinigung Österreichs mit dem Deutschen Reich“ teilzunehmen, wurde er am 8. Mai 1938 verhaftet. Ein Brief, den Wiechert zufolge verschiedener Quellen im Dezember 1937 an den Reichspropagandaminister Joseph Goebbels, dem auch die Reichsschrifttumskammer unterstellt war, die die „Gleichschaltung“ der deutschen Autoren betrieb, geschrieben haben soll, trug möglicherweise auch zur Verhaftung bei. Daraus dieses Zitat: „Ich bin überzeugt, daß der einfachste Hütejunge aus meiner Heimat mehr Takt und Kultur gezeigt haben würde als die Beamten der höheren Kulturbehörde des Dritten Reiches.“ Nach mehreren Wochen im Polizeigefängnis München wurde er am 4. Juli in das Konzentrationslager Buchenwald verschleppt. Am 4. August 1938 schrieb Goebbels in sein Tagebuch: „Vernehmungsprotokoll von dem sogen. Dichter Wiechert gelesen. So ein Stück Dreck will sich gegen den Staat erheben. 3 Monate Konzentrationslager. Dann werde ich ihn mir persönlich kaufen.“
Wiechert wurde schwer krank und nach Protesten im In- und Ausland nach zwei Monaten aus dem KZ Buchenwald entlassen und direkt nach Berlin zu Goebbels gebracht. Über das Gespräch notierte der Propagandaminister am 30. August 1938 in seinem Tagebuch:
„Ich lasse mir den Schriftsteller Wiechert aus dem K.Z. vorführen und halte ihm eine Philippica, die sich gewaschen hat. Ich dulde auf dem von mir betreuten Gebiet keine Bekenntnisfront. Ich bin in bester Form und steche ihn geistig ab. Eine letzte Warnung! Darüber lasse ich auch keinen Zweifel […] Hinter einem neuen Vergehen steht nur die physische Vernichtung. Das wissen wir nun beide.“
Unmittelbar danach musste Wiechert auf Druck von Goebbels an einer propagandistischen Tagung für die Elite des nationalsozialistischen Literaturbetriebs, die unter dem Thema Die Dichtung und die Wirklichkeit des Volkes in Weimar stattfand, teilnehmen – dem ersten Weimarer Dichtertreffen. Wiechert fühlte sich, wie er später in seiner Autobiografie schrieb, als „Plakat“ missbraucht, „das man aushängen konnte, damit jedermann sehe, wie großmütig das Dritte Reich war.“ Wiechert wurde erlaubt, weiter zu veröffentlichen unter der Bedingung, dass seine Arbeiten strikt unpolitisch blieben.
Bis zum Ende der Zeit des Nationalsozialismus wurde Wiechert von der Gestapo überwacht. Als unerwünschter Autor in einer der verschiedenen Literatur-Verbotslisten wurde er nicht registriert. Er durfte publizieren, doch war es dem Verlag verboten, seinen Namen im Verlagsprospekt zu erwähnen oder die Auflagenhöhe seiner Bücher anzugeben. Buchhandlungen durften seine Werke nicht im Schaufenster präsentieren. Ungeachtet dessen blieb er der meistgelesene deutsche Autor seiner Zeit.
Im Juni 1948 übersiedelte Wiechert in die Schweiz, wo er sich auf dem Rütihof in Uerikon-Stäfa am Zürichsee niederließ; seine Ehefrau Paula blieb in Deutschland. Am 24. August 1950 erlag er im Alter von 63 Jahren einem Krebsleiden. In Stäfa fand er seine letzte Ruhestätte. Wiechert hinterließ 13 Romane und etwa 50 Novellen und Erzählungen.

## Werk

### Romane und Erzählungen vor 1938
Wiecherts erster Roman Die Flucht erschien 1916 in Berlin, anfänglich unter dem Pseudonym Ernst Barany Bjell. In den folgenden Romanen Der Wald (1922) und Der Totenwolf (1924) entwickelt Wiechert die Leitmotive, die sein weiteres Werk durchziehen: die Einsamkeit der masurischen Natur und die Schwermut der dunklen Wälder, seine Fronterfahrungen im Ersten Weltkrieg und seine Stadt- und Zivilisationskritik.
In Der Totenwolf spielt Wiechert mit ausgeprägt antichristlichem, blutrünstig-völkischem Gedankengut. Das Buch spiegelt die Geisteshaltung der nationalen Rechten in den frühen 1920er Jahren. Bei Wiechert markierte der Roman eine frühe Phase seiner persönlichen Entwicklung, die binnen weniger Jahre von einem tief verwurzelten christlichen Humanismus abgelöst werden sollte. In der Abschiedsrede an die Abiturienten 1929 in Königsberg zeigte sich bereits der geläuterte Schriftsteller der reifen Jahre. In seiner Autobiographie Jahre und Zeiten bezeichnete Wiechert die Romane Der Wald und Der Totenwolf später als „unheilvollen Rausch“ und als „Spiegelbilder eines Lebens, das [nach dem Weltkrieg] noch keinen neuen Grund gefunden hatte“. Auch verfügte Wiechert, dass seine fünf ersten Romane nicht mehr als Einzelausgaben erscheinen dürfen. In einem Brief an Emil Stumpp vom 4. November 1940 schrieb er: „Die Flucht will ich nicht mehr auflegen lassen. Der Totenwolf kommt mir vor, als sei er von einem Fremden geschrieben. Also, ich habe lange gebraucht, um den Weg zu mir selbst zu finden.“
Nach einer Reihe von Sammelbänden mit Erzählungen und einigen kleineren Romanen verschaffte ihm 1932 Die Magd des Jürgen Doskocil den literarischen Durchbruch und begründete seine Popularität. Es folgten produktive Jahre mit der Veröffentlichung von Romanen, Schauspielen und Erzählungen, wobei die 1936 erschienene Autobiographie seiner frühen Jahre Wälder und Menschen herausragt.
Die 1937 entstandene und von Wiechert mehrfach öffentlich vorgetragene Legende Der weiße Büffel, oder Von der großen Gerechtigkeit wurde vom Verlag Langen Müller aus Angst vor dem Zensor erst nach Kriegsende gedruckt. Sie bildet den Höhepunkt von Wiecherts literarischem Widerstand, eine Metapher in Form einer indischen Sage, in der die Vergötzung und der Totalitätsanspruch des Staates sowie die Missachtung des Rechts offen angeprangert werden. Die Verweigerung des Grußes vor dem Götzenbild des Herrschers, die Hinrichtung der „Staatsverbrecher“, die Gott mehr gehorchen als den Menschen, und schließlich deren Sieg über den König enthielten hinreichende Bezüge auf die Verhältnisse im Land.

### Nach Haft und Konzentrationslager
In den Jahren nach seiner zweimonatigen KZ-Haft im Lager Buchenwald 1938 entstanden Wiecherts bedeutendste Werke, von denen lediglich Das einfache Leben (1939) noch vor Kriegsende veröffentlicht wurde. Im Zentrum des Romans steht der Korvettenkapitän Thomas v. Orla, der Anfang der 1920er Jahre, inspiriert von einem Vers des 90. Psalms (Wir bringen unsere Jahre zu wie ein Geschwätz), seine Familie in der Großstadt verlässt und sich auf einer einsamen Insel inmitten der masurischen Seenlandschaft als Fischer verdingt. Das einfache Leben ist Wiecherts Apotheose seiner Ablehnung der Stadt und der Moderne – ein stilistisch brillantes Gegenmodell aus Zivilisationsflucht und Naturverbundenheit:

„Wer einmal die Phrase hinter sich gelassen hat, für den ist der Pflug oder das Ruder oder die Büchse oder der Spaten kein Ersatz, glaube ich, sondern die Wahrheit, eine einfache, unverdorbene und große Wahrheit. Die Menschen aber sind immer böse, wenn einer nicht mitspielt, so wie die Trinker böse sind, wenn einer nüchtern bleibt.“

Das einfache Leben wurde ein regelrechter Bestseller. Schon 1942 waren 260.000 Exemplare verkauft. Dabei hatte der Roman nur aufgrund von Missverständnissen erscheinen können, da die ablehnenden Stellungnahmen der NS-Zensurbehörden den Verlag nicht rechtzeitig erreichten.
Außer Das einfache Leben veröffentlichte Wiechert bis Kriegsende keine neuen Werke. Es erfolgten lediglich Neuauflagen einiger Bücher.
Der 1939 niedergeschriebene Bericht über Wiecherts Hafterlebnisse im Münchener Polizeigefängnis und im KZ Buchenwald, die er aus Sicht der fiktiven Gestalt des Johannes schildert, lag bis Kriegsende in einem Blechkasten vergraben im Garten des Gagerthofs. Das Manuskript erschien 1946 in Zürich unter dem Titel Der Totenwald und ist bis heute Wiecherts bekanntestes Werk. Vom Erlös der Erstausgabe stiftete Wiechert drei Glocken für die katholische Kirche St. Michael in Degerndorf.
Die Jerominkinder (zwei Bände 1945 und 1947) folgen dem klassischen Motiv des deutschen Bildungsromans. Der junge Jons Ehrenreich Jeromin ist der erste aus dem ostpreußischen Walddorf Sowirog, der je eine höhere Schule und eine Universität besucht. Wiechert schildert seinen Werdegang ebenso wie den des Dorfes, das bei aller Abgeschiedenheit den Umbrüchen des 20. Jahrhunderts nicht entgeht. Indem Jons Jeromin eine vielversprechende Medizinerkarriere in der Stadt ausschlägt und als Armenarzt nach Sowirog zurückkehrt, erfüllt sich in ihm Wiecherts Hoffnung, die Menschen möchten „die Gerechtigkeit auf den Acker bringen“ (Jesaja 32,16). Doch mit Bangen sehen die Bewohner von Sowirog einer verhängnisvollen Zukunft entgegen; der Roman endet mit einem Ausblick auf die furchtbaren Verheerungen des Krieges. Den ersten Band des Romans hatte Wiechert schon 1940/41 verfasst. Wie Der Totenwald überdauerte das Manuskript die Naziherrschaft vergraben im Wolfratshausener Garten.
Von den nach Kriegsende entstandenen Werken sind der zweite Teil der Autobiographie (Jahre und Zeiten, 1948) und der Roman Missa sine nomine (1950) hervorzuheben. In Missa sine nomine treffen sich drei Brüder aus dem Memelland, Angehörige einer freiherrlichen Familie, nach Vertreibung und Verlust der Heimat auf einem Familienbesitz in der Hohen Rhön. Einer von ihnen, der Freiherr Amadeus, kommt direkt aus dem Konzentrationslager. Mit einem Kutscher zieht er in einen abgelegenen Schafstall, nicht ins Familienschloss. Unter den Dorfleuten glimmen der Hass auf die amerikanische Besatzungsmacht und die Ressentiments der Kriegsverlierer. Der Roman dreht sich um die Überwindung des Nationalsozialismus, die Auseinandersetzung mit dem Bösen und mit der Schuld sowie die Suche nach einem ethisch fundierten Neubeginn für das geschlagene Deutschland.

### Reden an die deutsche Jugend
Am 6. Juli 1933 hielt Wiechert die erste seiner viel beachteten Reden an die deutsche Jugend im Auditorium maximum der Münchener Universität: Der Dichter und die Jugend. Noch war die Kritik an den neuen Verhältnissen im Lande verschleiert, und die Machthaber ließen ihn keine zwei Jahre später, am 16. April 1935, an gleicher Stelle erneut sprechen, dieses Mal unter dem Titel Der Dichter und die Zeit:

„Ja es kann wohl sein, daß ein Volk aufhört, Recht und Unrecht zu unterscheiden und dass jeder Kampf im ‚Recht‘ ist, aber dieses Volk steht schon auf einer jäh sich neigenden Ebene, und das Gesetz seines Unterganges ist ihm schon geschrieben. Es kann auch sein, daß ein Volk aufhört, gut und böse zu unterscheiden. Es kann dann sein, daß es noch Gladiatorenruhm gewinnt und in Kämpfen ein Ethos aufrichtet, das wir ein Boxerethos nennen wollen. Aber die Waage ist schon aufgehoben über diesem Volke und an jener Wand wird die Hand erscheinen, die Buchstaben mit Feuer schreibt.“

Die Rede an die deutsche Jugend am 11. November 1945 im Münchner Schauspielhaus war Wiecherts Abrechnung mit dem Ungeist des Nationalsozialismus:

„Wir waren kein Volk von Analphabeten. Die Geschichte unseres Geistes war eine stolze Geschichte, und sie war ehrenvoll eingeschrieben in die Bücher der Menschheit. Nicht nur unser Wissen, sondern auch unsere Urteilskraft, unsere Fähigkeit, zwischen Sein und Schein zu unterscheiden. Und auch die Geschichte unserer Seele schien uns eine ehrenvolle Geschichte zu sein. ‚Edel sei der Mensch, hilfreich und gut.‘ […] Die Humanitas, das Amor Dei, Schonung und Toleranz, sie schienen bei uns nicht weniger zuhause zu sein als in anderen Ländern. […] Und nun sahen sie. Sie sahen ein neues Kreuz, und in seine Balken war nicht die alte Botschaft eingegraben: ‚Kommt her zu mir alle, die ihr mühselig und beladen seid.‘ Sondern die neue Botschaft: ‚Juda verrecke!‘“

## Rezeption

### Bis 1945
Unbestritten ist Wiecherts Wirkung unter dem breiten Publikum bis weit in die Nachkriegsjahre hinein. Seit Anfang der 1930er Jahre gehörte er zu den meistgelesenen Autoren deutscher Sprache, seine Werke erreichten Millionenauflagen. Allein 1940 wurden 200.000 Bücher von ihm aufgelegt, und lange Jahre gehörten seine Werke zum deutschen Schulbuchkanon.
Gespaltener war das Echo bei Schriftstellerkollegen und Rezensenten. Schon in den 1920er Jahren trennte ein tiefer Graben die nationalkonservativen Autoren – denen Wiechert weltanschaulich nahestand – und die Autoren der urbanen Moderne, die von ihren Gegnern als „Asphaltliteraten“ geschmäht wurden.
Die Nationalsozialisten hatten Wiechert intensiv umworben. Einige seiner Äußerungen nach der Machtergreifung 1933 machen deutlich, dass er anfangs durchaus kompromissbereit war. So bei einer Lesereise nach Skandinavien im Dezember 1933, wo er auf positive Seiten des Nationalsozialismus verwies und vehement bestritt, dass Deutschland auf einen Krieg hinarbeite: „Und wenn man im Auslande etwas anderes erzählt, so ist das falsch und tendenziös.“
Wiechert war nicht direkt Widerständler, aber er wandelte sich rasch zum Widerstehenden. Spätestens nach seiner zweiten Rede an die deutsche Jugend im Frühjahr 1935 war den Herrschenden klar, dass sie ihn nicht für sich gewinnen konnten. Unangenehmer noch war ihnen Wiecherts Talent, den Unmut der vielen Schweigenden im Land zu mobilisieren, ohne in offene Opposition zu treten. Eine Lesung in Köln aus Der weiße Büffel am 18. November 1937 wurde demonstrativ beklatscht und daraufhin von der Gestapo unterbrochen (auch andere Lesungen des Weißen Büffel wurden gewaltsam gestört). Die Kölnische Zeitung schrieb später, im Saal habe eine „beklommene Spannung“ geherrscht. Sie nannte Wiechert einen Dichter, der

„Zeit seines Lebens sich gebeugt hat unter ein Gesetz, das ihm gebiete, Gott mehr zu gehorchen, denn dem Menschen [und der] nichts anderes zu geben versuchte, als die ihm mögliche Antwort auf jene Frage, die ständig uns alle bewegen wird: Wie sollen wir leben?“

In einem staatlichen Gutachten zum Manuskript des Romans Das einfache Leben aus dem Jahr 1939 heißt es:

„Wo finden wir in irgendeinem dieser Menschen die Wirklichkeit des Lebens, wo etwas Aufbauendes und einen Blick in die Helle unseres Daseins? Alle Gestalten Wiecherts sind von Gedanken überlastet, innerlich zergrübelt und von schwerem Leid gequält. Sie passen nicht zu uns, sie leben deshalb auch gleichsam naturnotwendig in der Zurückgezogenheit der Wälder, wo sie ihre angekränkelte Art pflegen können. Sie sind und bleiben Abseitige ihr Leben lang. Die Überbetonung gewisser christlicher Momente ist ein deutliches Zeichen für die ganz andere Welt, in der diese Menschen leben. […] Der Roman kann nicht empfohlen werden.“

Von den Exilliteraten wurde Wiecherts Werdegang während der Jahre vor 1945 trotz seines Verbleibs in der Heimat überwiegend positiv beurteilt. So schrieb etwa Carl Zuckmayer in seinem Geheimreport 1943/44, Wiechert sei 

„einer der besten und tapfersten von allen in Deutschland verbliebenen Schriftstellern. […] Großer überzeugungsstarker Charakter. Wiechert wird einer der berufensten Sprecher und Vertreter der anständigen und wertvollen Deutschen sein, und, falls er das Hitlerende überlebt, vor allen Dingen von der Jugend in Deutschland gehört werden.“

Seine Rede an die deutsche Jugend von 1935 fand, in einem Laib Brot eingebacken, den Weg nach Moskau und wurde dort 1937 in der Exilzeitschrift Das Wort veröffentlicht. In den in Santiago de Chile herausgegebenen Deutschen Blättern wurde 1943 sein Kinderkreuzzug abgedruckt. 

### Erste Nachkriegsjahre
Wiecherts offen eingestandene Freude darüber, dass das Dritte Reich den Krieg verloren hatte, stieß vielen seiner Zeitgenossen übel auf. Wir hatten einmal ein Vaterland, das hieß Deutschland – mit diesem Satz begann seine Rede an die deutsche Jugend im November 1945. Für seine konservativen Zuhörer, für die eine nationalistische oder doch immerhin patriotische Geisteshaltung noch selbstverständlich war, stellte Wiecherts Abrechnung mit dem überkommenen Heldenbegriff einen Affront dar:

„Die Helden und Märtyrer jener Jahre sind nicht diejenigen, die mit dem Kriegslorbeer aus den eroberten Ländern zurückkehrten. Sie sind diejenigen, die hinter Gittern und Stacheldraht zur Ehre des deutschen Namens starben und verdarben. Zu seiner alleinigen Ehre, denn eine andere gab es nicht mehr landauf und landab.“

Kaum eine andere öffentliche Äußerung jener ersten Monate nach der Stunde Null rief ähnlich starken Widerspruch hervor wie Wiecherts Rede November 1945 vor dem voll besetzten Münchner Schauspielhaus. Der politisch rechts stehende Teil der Kriegsgeneration fand sich in Wiecherts Sprache und seinem moralisch-religiösen Duktus nicht wieder. Seitens der Linken wiederum bemängelte man Wiecherts Verzicht auf die Diskussion ökonomischer und politischer Faktoren und damit auf eine gesellschaftskritische Faschismusanalyse. In einem unveröffentlichten Manuskript kritisierte Erika Mann, dass Wiechert „die menschliche Art“ an sich und nicht die Deutschen für die Verbrechen in den Konzentrationslagern verantwortlich mache.
Während Wiechert beim lesenden Publikum Kultstatus genoss, gingen unter den Autoren viele auf Distanz. Der Schriftsteller August Scholtis glossierte schon im März 1946: „Dieser Dichter quält sich ab mit der Demut und der Buße. Na klar, denke ich. Lasst uns alle miteinander demütig sein und büßen, wir habens nötig.“ Die Ablehnung war vor allem im Umfeld der späteren Gruppe 47 ausgeprägt. Im August 1946 druckte die von Alfred Andersch herausgegebene Literaturzeitschrift Der Ruf, eine Wegbereiterin der deutschen Nachkriegsliteratur, die anonyme Parodie 500. Rede an die deutsche Jugend … frei nach Ernst Wiechert. Und im Mai 1947 folgte unter dem Pseudonym Alexander Parlach, wieder in Der Ruf, eine weitere Parodie: Die erste und einzige Rede deutscher Jugend an ihren Dichter. Der wirkliche Autor war Erich Kuby, der Wiechert in dem Beitrag als eitlen, geschwätzigen und weinerlichen alten Mann abtat.
Oskar Maria Graf formulierte in einem Brief an Hans Brandenburg im Frühjahr 1949: Den standhaften Wiechert kann ich beim besten Willen nicht als etwas Außerordentliches finden, ich habe immer den Eindruck von schrecklicher Egozentrik und Manieriertheit bei ihm! Schon gleich nach der Veröffentlichung 1946 war auch Der Totenwald zum Gegenstand der Auseinandersetzung geworden. Der Schweizer Max Frisch urteilte über das Buch, es handle sich um eine „Ausflucht ins Pathos“ im „Selbstgenuß der Trauer“. Interessant ist die Würdigung des Totenwald durch den sowjetischen Germanisten Ilja Fradkin als Schilderung des einfachen Menschen im KZ:

„Wiechert war seinen sozialen Ansichten nach ein recht konservativer Schriftsteller, aber er wurde Zeuge des Heroismus seiner Mithäftlinge, kommunistische Arbeiter, und sein bewegender Bericht über Josef Biesel, Hans Becker, Walter Husemann und andere im Angesicht des Todes furchtlose, ihrer Idee rückhaltlos ergebene antifaschistische Widerstandskämpfer war ein eindringliches Beispiel für den Sieg der Redlichkeit eines Schriftstellers über politische Vorurteile.“

Wie sehr das Publikum und große Teile der künstlerischen Prominenz Wiechert weiterhin zugetan waren, belegt ein Bericht des Nachrichtenmagazins Der Spiegel über seinen 60. Geburtstag 1947:

„Man feierte den Dichter, dessen Weg in dem masurischen Forsthaus Kleinort, in der Einsamkeit ostpreußischer Wälder begann, als einen der ‚wesentlichsten Rufer gegen die drohende Entseelung des Menschengeschlechts‘. Man feierte ihn als ‚starken und tiefen dichterischen Geist‘, einen ‚Epiker von eminentem Naturgefühl‘ und ‚erlebnishafter dichterischer Darstellung‘, als einen ‚Gottsucher von Ernst und Leidenschaft‘. […] Und erinnerte daran, ein wie großer Trost für viele der Dichter war, der, unter Gestapobewachung stehend, seine Manuskripte im Garten vergraben mußte. […] Auch jenes Interview wurde erwähnt, in dem er 1947 schwedischen Journalisten gesagt hatte, er habe den Glauben an die Zukunft des deutschen Volkes verloren. […] In Erinnerungen und Würdigungen, Gedichten und Grüßen bekennen sich hier Dichter und Gelehrte, bekannte und unbekannte Menschen, Jugend und Alter zu Ernst Wiechert. Ricarda Huch, Johannes R. Becher, Hermann Hesse, Otto Flake, Max Picard, Werner Bergengruen, Eduard Spranger, Reinhold Schneider, Hans Carossa und Kasimir Edschmid sind unter ihnen. […] Sie grüßen in ihm den Menschen und Dichter, sie sind ihm dankbar für das, was sie von ihm empfingen und empfangen.“

Eine weitere Einschätzung stammt von dem ungarischen Philosophen und Literaturwissenschaftler Georg Lukács, der 1956 in einer Betrachtung über das Preußentum schrieb:

„Der altpreußische Pietismus Wiecherts etwa konnte Hitler nur einen dumpfen Widerstand entgegensetzen. Er war als Kampfgenossenschaft gegen die Hitlersche Barbarei nicht ohne Wert, konnte jedoch von sich aus zu keiner Erneuerung Deutschlands führen.“

Wiecherts Übersiedelung in die Schweiz im Frühsommer 1948 war schließlich auch das Eingeständnis, dass sich ihm im Literaturbetrieb und in der intellektuellen Landschaft der im Entstehen begriffenen beiden deutschen Staaten keine Perspektive bot. In den Folgejahren verschwanden seine Texte nach und nach aus den Schulbüchern. Seitdem ist es still geworden um den Autor.

### Gegenwart
In einer Rezension der Süddeutschen Zeitung anlässlich der Neuauflage des Totenwald steht auch 2008 noch der Vorwurf im Mittelpunkt, dass Wiechert trotz aller persönlichen Erfahrungen an einem positiven Bild von Deutschland festhielt:

„Denn Wiechert hatte sich den Triumph des deutschen Nationalismus über die von ihm verachtete Weimarer Demokratie irgendwie anders vorgestellt, ästhetisch befriedigender zum einen, zum anderen moralischer. Johannes treibt die Frage um, weshalb seine Landsleute nicht besser handeln, obschon sie doch Deutsche sind. ‚Sein Volk, dachte Johannes, sein eigenes Volk!‘ Johannes’ Frage, warum ausgerechnet Deutsche dafür sorgen, dass ‚der deutsche Mensch ans Kreuz geschlagen wurde‘, bleibt nicht ohne Antwort. Sie lautet: Etwas Fremdes, zutiefst Undeutsches muss sich ihrer bemächtigt haben. […] Derselbe Umstand, der Johannes so entsetzt, tröstet ihn auch. Denn letzten Endes salviert er Deutschtum und Abendland. Der enttäuschte Nationalist bleibt im Grunde seines Herzens ein nicht enttäuschbarer. Wiecherts Totenwald ist das dumme Buch eines guten Menschen.“

Weder Wiecherts Motive noch seine Hoffnungen passen zum heutigen Zeitgeist, in dem die beiden Antithesen zu seinem Werk und seinem Denken, Urbanität und Moderne, den zentralen Platz einnehmen. Weder seine philosophischen Einsichten noch seine Sprachkunst, die Schönheit der Naturbeschreibungen oder die mächtigen Wortbilder scheinen der Gegenwart von Belang. Der Kritiker Marcel Reich-Ranicki erinnerte sich 2007: Wir fanden diese Literatur sentimental, wehmütig und weltfremd. Auch die späteren Bücher Wiecherts haben mich nicht ernsthaft interessieren können.
Anhänger findet Wiechert weiterhin unter den Skeptikern der Moderne und den Kulturpessimisten der westlichen Zivilisation. Der Autor einer Würdigung zu Wiecherts 125. Geburtstag 2012 stellte die Frage, ob der Schriftsteller sich auch in ein Morgen hinein deuten lasse:

„Vielleicht wird das ja dereinst ein Anliegen einer jungen Generation, wenn ihr der Glaube an den Fortschritt der Zeit endgültig unter den Fingern zerrinnt. Auch deshalb, weil es radikal zu brechen gilt, radikal auszubrechen aus eingefahrenem Denken. Wer aber die kühne Volte wagt, dem mag es wie Schuppen von den Augen fallen, und mit dem vergessenen Schriftsteller wird er vielleicht erkennen, daß die ganze Moderne, dieser ungeheure Sündenfall der Aufklärung, wohl nichts als eine Sackgasse war. Eine Sackgasse ohne Wendekreis.“

In Polen ist Wiechert mit zahlreichen Übersetzungen seiner Werke präsent und gehört als völkerverbindender masurischer Autor inzwischen zum polnischen Kulturerbe. Außer in seinem Geburtshaus gibt es Wiechert-Museen im Rathaus von Mrągowo (Sensburg) sowie im russischen Kaliningrad (Königsberg) im Stadtmuseum und im ehemaligen Hufengymnasium.

## Internationale Ernst-Wiechert-Gesellschaft
Seit 1989 erforscht die Internationale Ernst-Wiechert-Gesellschaft e. V. (IEWG) Werk und Wirken des Schriftstellers. Eine wichtige Rolle spielt inzwischen die Mitarbeit polnischer und russischer Germanisten. In regelmäßiger Folge publiziert die IEWG verschiedene wissenschaftliche Schriftenreihen. Sie veranstaltet Tagungen, Vorträge, Lesungen, Exkursionen und Ausstellungen.

## Werke

### Romane, Erzählungen und Lyrik
- Die Flucht, Roman (Pseudonym: Ernst Barany Bjell), 1916
- Der Wald, Roman, 1922
- Der Totenwolf, Roman, 1924
- Die blauen Schwingen, Roman, 1925
- Der Knecht Gottes Andreas Nyland, Roman, 1926
- Der silberne Wagen, Erzählungen, 1928 (Der silberne Wagen; Geschichte eines Knaben; Die Legende vom letzten Wald; Die Schmerzensreiche; Der Kinderkreuzzug; Der Wolf und sein Bruder; Die Flucht ins Ewige)
- Die kleine Passion. Geschichte eines Kindes, 1929
- Die Flöte des Pan, Erzählungen, 1930 (mit Der Hauptmann von Kapernaum)
- Jedermann, Roman, 1931 (Literatur-Preis)
- Die Magd des Jürgen Doskocil, Roman, 1932 (übertr. in Blindenschrift)
- Das Spiel vom deutschen Bettelmann, Hörspiel, 1933
- Die Majorin, Roman, 1934
- Der Todeskandidat. Drei Erzählungen, München 1934 (Der Todeskandidat; Der Vater; La Ferme Morte – übertr. in Blindenschrift)
- Der tote Marschall, Hörspiel 1934
- Ein deutsches Weihnachtsspiel, Hörspiel, 1934
- Der verlorene Sohn, Schauspiel, 1935
- Die goldene Stadt, Schauspiel, 1935
- Hirtennovelle, Erzählung, 1935
- Wälder und Menschen, Jugenderinnerungen, 1936
- Das heilige Jahr. Fünf Novellen, 1936 (Regina Amstetten (1954 verfilmt); Veronika; Der einfache Tod; Die Pfingsten des Musketiers Wiedegang; Die Magd)
- Eine Mauer um uns baue, Denkaufsatz, 1937
- Von den treuen Begleitern, Gedichtinterpretationen, 1938
- Atli, der Bestmann. Zwei Erzählungen, 1938 (Atli, der Bestmann; Tobias)
- Das einfache Leben, Roman, 1939
- Die Jeromin-Kinder, Roman, 1945/7 (übertr. in Blindenschrift)
- Die Totenmesse, Erzählung, 1945/7 (vertont von Paul Zoll als „Requiem“)
- Der brennende Dornbusch, Erzählung, 1945
- Demetrius, Erzählung, 1945
- Der Totenwald. Ein Bericht, Zürich 1946
- Märchen, 1946/7
- Der weiße Büffel oder Von der großen Gerechtigkeit, 1946 (verfasst 1937)
- Der armen Kinder Weihnachten, Schauspiel, 1946
- Okay oder die Unsterblichen, Schauspiel, 1946
- Der grosse Wald, Vereinigung Oltner Bücherfreunde, Olten 1947
- Die Gebärde, zwei Erzählungen, 1947 (Die Gebärde; Der Fremde)
- Der Richter, Erzählung, 1948
- Jahre und Zeiten, Erinnerungen, 1949
- Die Mutter, Erzählung 1948
- Missa sine nomine, Roman, 1950
- Der Exote, Roman, 1951 (verfasst 1932)
- Die letzten Lieder, Gedichte, 1951
- Es geht ein Pflüger übers Land, Erzählungen, 1951 (ausgewählt von Lilje Wiechert)
- Meine Gedichte, Gedichte, 1952
- Häftling Nr. 7188, Tagebuchnotizen und Briefe, 1966

### Reden
- Weihnachtsansprache an die deutsche Jugend, ohne Datum und Ort
- Rede an die junge Mannschaft, ohne Datum und Ort
- Abschiedsrede an die Abiturienten, gehalten am 16. März 1929 in Königsberg
- Der Dichter und die Jugend, gehalten am 6. Juli 1933 in München
- Der Dichter und die Zeit, gehalten am 16. April 1935 in München
- Rede an die deutsche Jugend 1945, gehalten am 11. November 1945 in München
- Über Kunst und Künstler, ungesprochene Rede, Hamburg 1946
- Gedenken der Toten, Rede bei der ersten Dachau-Gedächtnis-Kundgebung am 17. Mai 1947
- An die Schweizer Freunde, Rede vor dem 19. Internationalen PEN-Kongress in Zürich am 4. Juni 1947
- Das zerstörte Menschengesicht, Rede bei der Goethe-Feier in der Kirche in Stäfa/Schweiz am 22. September 1947

## Ehrungen
- 1929 Literaturpreis der Europäischen Zeitschriften für Der Hauptmann von Kapernaum
- 1930 Schünemann-Preis für Jedermann
- 1932 Volkspreis für Dichtung der Wilhelm Raabe-Stiftung, Braunschweig, für Die Magd des Jürgen Doskocil
- 1947 Bekenntnis zu Ernst Wiechert – Ein Gedenkbuch zum 60. Geburtstag des Dichters. München 1947
- 1950 Enthüllung einer Gedenktafel in polnischer Sprache am Geburtshaus in Kleinort bei Peitschendorf/Piecki
- 1954 (25. April) Einweihung und Namensgebung der Ernst-Wiechert-Grundschule, Berlin
- 1968 Einrichtung der Ernst Wiechert-Gedenkecke im Museum Haus Königsberg, Duisburg
- 1971 Einweihung und Namensgebung der Ernst Wiechert-Hauptschule in Espelkamp
- 1975 Ernst Wiechert-Denkmal (Totenbrett) am Tor des Gagerthofs, Wolfratshausen
- 1983 Ernst Wiechert-Denkmal (Naturstein mit Porträt-Relief u. Text) an der Loisach-Halle, Wolfratshausen
- 1987 Stiftung des Ernst-Wiechert-Preises der Stadt-Gemeinschaft Königsberg
- 1987 Gründung des Ernst-Wiechert-Förderkreises Deutschland 1987, Krefeld, anlässlich Wiecherts 100. Geburtstages
- 1987 Herausgabe der polnischen Ernst-Wiechert-Medaille in Bronze zum 100. Geburtstag
- 1988 (24.05.) Gründung Ernst Wiechert-Freundeskreis Braunschweig
- 1989 (25.05.) Gründung Internationale Ernst Wiechert-Gesellschaft e. V. (IEWG)
- 1989 (26.10.) Gründung Masurischer Verein der Freunde des Werkes des Dichters Ernst Wiechert, Polen
- 1995 Ernst-Wiechert-Gedenkstein am ehemaligen Hufen-Gymnasium (Baufachschule/Staatliches Baukolleg) in Kaliningrad/Königsberg
- 1996 Einrichtung Ernst Wiechert Museum im Geburtshaus in Kleinort
- 1997 Ernst-Wiechert-Gedenktafel in deutscher Sprache am Geburtshaus
- 2000 deutsche Gedenkbriefmarke anlässlich des 50. Todestages
- 2000 Dauerausstellung in der Bibliothek in Piecki/Peitschendorf
- 2005 Ernst-Wiechert-Gedenkkabinett am ehemaligen Hufengymnasium in Königsberg/Kaliningrad
- 2006 Namensgebung Ernst-Wiechert-Bibliothek in Piecki/Peitschendorf
- 2007 Ernst-Wiechert-Museum in Sensburg/Mrągowo (altes Rathaus)